# グローブ・テレコム
グローブ・テレコム（英:Globe Telecom）は、フィリピンのタギッグ州ボニファシオ・グローバルシティに本社を置く通信会社。 1935年に設立された。
同社のモットーは、"Atin ang Mundo"である。